# Chulda (Izrael)
Chulda (hebr. חולדה) – kibuc położony w Samorządzie Regionu Gezer, w Dystrykcie Centralnym, w Izraelu.
Leży w Szefeli, w otoczeniu miasteczka Mazkeret Batja, moszawów Jacic, Pedaja i Jesodot, kibucu Miszmar Dawid, oraz wioski Karme Josef. Na zachód od kibucu znajduje się Baza lotnicza Tel Nof, należąca do Sił Powietrznych Izraela. Członek Ruchu Kibuców (Ha-Tenu’a ha-Kibbucit).

## Historia
W 1908 roku Światowa Organizacja Syjonistyczna założyła tutaj gospodarstwo rolnicze, które przygotowywało nowych żydowskich imigrantów do życia i pracy na wsi. Żydowski Fundusz Narodowy zasadził las Hulda (Herzla), w którym znajdowała się ta pierwsza farma. Gospodarstwo nazwano od sąsiedniej arabskiej wioski Chulda. Podczas I wojny światowej gospodarstwo zostało przejściowo opuszczone, ale już po wojnie zaczęło ponownie odgrywać swoją szkoleniową rolę. Podczas arabskich rozruchów w 1929 roku zostało napadnięte i częściowo zniszczone.
Współczesny kibuc został założony w 1930 roku przez członków syjonistycznego ruchu Gordonia. Podczas arabskich rozruchów w latach 1936-1939 kibuc był kilkakrotnie napadany. W 1937 roku został przeniesiony na swoją obecną lokalizację. Podczas I wojny izraelsko-arabskiej w 1948 roku kibuc służył jako główna baza izraelskiej Brygady Jiftach. Wyruszały stąd konwoje z zaopatrzeniem dla Jerozolimy i sił atakujących Latrun.  Podczas walk deportowano mieszkańców sąsiedniej arabskiej wioski Chulda.

## Edukacja
W kibucu znajduje się szkoła podstawowa.

## Gospodarka
Gospodarka kibucu opiera się na intensywnym rolnictwie i sadownictwie. Znajduje się tutaj winnica Barkan Wineries.

## Znani mieszkańcy kibucu
- Amos Oz – pisarz i eseista, mieszkał w kibucu Chulda i tutaj ukończył szkołę średnią.
- Pinchas Lawon (1904-1976) – polityk i były minister obrony.
- Ron Chuldaj – były burmistrz Tel Awiwu (jego ojciec zmienił nazwisko rodzinne na nazwę kibucu).

## Komunikacja
Na zachód od kibucu przebiega autostrada nr 6, a na wschód droga ekspresowa nr 44 (Holon-Eszta’ol), nie ma jednak możliwości bezpośredniego wjazdu na nie. Przy kibucu przebiega droga nr 411, którą jadąc na południowy wschód dojeżdża się do kibucu Miszmar Dawid i skrzyżowania z drogą ekspresową nr 3 (Aszkelon-Modi’in-Makkabbim-Re’ut), natomiast jadąc na północny zachód dojeżdża się do miasteczka Mazkeret Batja.